# سورقان شیرا
سورقان شیرا (انگلیسی: Sorqan Shira؛ زادهٔ ۱ ژانویهٔ ۱۱۲۱) یکی از ۹ وزیر چنگیز خان و اجداد چوپانیان بود. او به طایفه سولدوس تایچیودز تعلق داشت که در اصل یک کشاورز زیر نظر رئیس تایچی تولوئن-گیرته بود.